# Voyageur (singel Enigmy)
Voyageur – piosenka z 2003 roku stworzona przez zespół Enigma. Był to pierwszy singiel z płyty Voyageur.
Utwór ten skomponowali Michael Cretu i Jens Gad. Michael Cretu również wyprodukował ten utwór.
W utworze zsamplowano próbki utworu "Wild Thing" Tone Loc'a.
Teledysk do tego utworu nakręcono w Pradze w Czechach.
Był to jeden z trzech ostatnich utworów grupy, w których brała udział Sandra.
Pozostałe dwa utwory to "Page of Cups" i "Look of Today".

## Lista ścieżek
1. "Voyageur (Radio Edit)" – 3:53
2. "Voyageur (Club Mix)" – 6:21
3. "Voyageur (Chillout Mix)" – 4:52
4. "Voyageur (Dance Mix)" – 5:29

## Notowania
| Lista (2003)              | Pozycja na liście |
| ------------------------- | ----------------- |
| Grecja                    | 1                 |
| Portugalia                | 13                |
| Dania (Track Top-40)      | 49                |
| Europa (European Hot 100) | 98                |